# 阿曼驻华大使馆
阿曼苏丹国驻中华人民共和国大使馆（阿拉伯语：‎），简称阿曼驻华大使馆，是阿曼苏丹国在中华人民共和国的最高外交代表机构。馆址位于中国北京市朝阳区亮马河南路6号。

## 历史沿革
1978年5月25日，阿曼与中华人民共和国建交。1979年，阿曼驻华大使馆在北京开馆。